# Neotanypeza quadrisetosa
Neotanypeza quadrisetosa är en tvåvingeart som först beskrevs av Günther Enderlein 1913.  Neotanypeza quadrisetosa ingår i släktet Neotanypeza och familjen långbensflugor.
Artens utbredningsområde är Ecuador. Inga underarter finns listade i Catalogue of Life.